# Fátima Diame
Fátima Diame,née le 22 septembre 1996 à Valence, est une athlète espagnole, spécialiste du saut en longueur et du triple saut.

## Carrière
En 2021, elle porte son record personnel à 6,82 m au meeting de Castellón, ce qui l'a qualifie pour les Jeux olympiques, où elle échoue en qualifications.
En 2023, elle prend la 6e place des championnats du monde, en égalant son record personnel.

## Palmarès
| Date | Compétition                    | Lieu      | Résultat | Marque |
| ---- | ------------------------------ | --------- | -------- | ------ |
| 2019 | Championnats d'Europe en salle | Glasgow   | 9e       | 6,46 m |
| 2021 | Championnats d'Europe en salle | Toruń     | 7e       | 6,47 m |
| 2021 | Jeux olympiques                | Tokyo     | 21e      | 6,32 m |
| 2022 | Championnats du monde en salle | Belgrade  | 7e       | 6,71 m |
| 2022 | Championnats ibéro-américains  | La Nucia  | 1re      | 6,65 m |
| 2023 | Championnats d'Europe en salle | Istanbul  | 10e      | 6,48 m |
| 2023 | Championnats du monde          | Budapest  | 6e       | 6,82 m |
| 2024 | Championnats du monde en salle | Glasgow   | 3e       | 6,78 m |
| 2024 | Championnats d'Europe          | Rome      | 8e       | 6,69 m |
| 2024 | Jeux olympiques                | Paris     | 15e      | 6,52 m |
| 2025 | Championnats d'Europe en salle | Apeldoorn | 5e       | 6,73 m |
| 2025 | Championnats du monde en salle | Nankin    | 3e       | 6,72 m |

## Records
| Épreuve          | Marque  | Lieu               | Date                      |
| ---------------- | ------- | ------------------ | ------------------------- |
| Saut en longueur | 6,82 m  | Castellón Budapest | 29 juin 2021 20 août 2023 |
| Triple saut      | 14,17 m | Madrid             | 12 février 2022           |